# Rodrigo Borja
Rodrigo Borja Cevallos (* 19. Juni 1935 in Quito) ist ein ecuadorianischer Politiker, Rechtsanwalt und Hochschullehrer. Er war von 1988 bis 1992 Präsident der Republik Ecuador und ist derzeit Generalsekretär der Union Südamerikanischer Nationen.

## Leben
Borja, ein Nachfahre des nach Chile und Ecuador ausgewanderten Zweigs der Familie Borgia, studierte zunächst Politik- und Sozialwissenschaften an der Universidad Central del Ecuador (UCE). Er schloss das Studium 1958 ab und promovierte 1960 in Rechtswissenschaften. Während seines Studiums arbeitete er für Radio HCJB und die Zeitung El Comercio. Er war später als Rechtsanwalt und Professor für Staatsrecht tätig und ist Verfasser staats- und verfassungsrechtlicher Fachbücher.
Er wurde 1962 für die Liberale Partei (Partido Liberal) in den Nationalkongress gewählt, der allerdings bereits im Folgejahr nach einem Militärputsch unter Ramón Castro Jijón aufgelöst wurde. 1966 wurde Borja in die Kommission von Juristen berufen, die eine neu einberufene verfassunggebende Versammlung beraten sollten. 1967 spaltete sich eine Gruppe junger Juristen um Borja vom Partido Liberal ab, um eine nicht-marxistische linke Partei zu gründen, die 1969/70 aus der Taufe gehobene Demokratische Linke (Izquierda Democrática), deren Vorsitzender Borja wurde. 1970 und 1979 wurde er für seine neue Partei erneut in den Nationalkongress gewählt. Der 1970 gewählte Kongress trat allerdings aufgrund eines erneuten Militärputsches nicht zusammen.
1978 und 1983 kandidierte Borja als Präsidentschaftskandidat seiner Partei. 1978 scheiterte er mit 12 Prozent der Stimmen als vierter im ersten Wahlgang. 1983 unterlag er in der Stichwahl dem späteren Präsidenten León Febres Cordero, der 51,1 Prozent der Stimmen erhielt, obwohl Borjas Sieg zuvor als wahrscheinlicher galt. Im dritten Anlauf siegte er bei den Präsidentschaftswahlen vom 31. Januar bzw. in der Stichwahl vom 8. Mai 1988 gegen Abdalá Bucaram. Borja übernahm die Amtsgeschäfte am 10. August 1988. Wie kaum ein Präsident nach ihm konnte er mit stabiler Parlamentsmehrheit regieren. Seine Amtszeit währte bis zum 10. August 1992, als der neugewählte Präsident Sixto Durán Ballén die Amtsgeschäfte übernahm.
Er trat bei den Präsidentschaftswahlen von 1998 und 2002 erneut an. 1998 belegte er in der ersten Wahlrunde mit 15,7 Prozent der Stimmen den dritten Platz hinter dem späteren Präsidenten Jamil Mahuad und Álvaro Noboa. 2002 belegte er mit 14,1 Prozent der Stimmen in der ersten Runde den vierten Platz hinter dem späteren Präsidenten Lucio Gutiérrez, Álvaro Noboa und León Roldós.
2004 erklärte er seinen Rückzug aus der nationalen Politik und trat auch als Vorsitzender der Izquierda Democrática zurück. Am 9. Mai 2007 erklärte er sich zur Übernahme des Amtes des Generalsekretärs der im Aufbau befindlichen internationalen Organisation Union Südamerikanischer Nationen (Unasur) mit Sitz in der Mitad del Mundo bei Quito bereit, verzichtete aber aufgrund der aus seiner Sicht zu geringen Kompetenzen kurz vor formaler Gründung der Organisation auf das Amt.